# Folketingsmedlemmer valgt i 1945
Ved folketingsvalget 30. oktober 1945 indvalgtes 149 medlemmer (herunder 1 medlem fra Færøerne).

Mandatfordelingen var som følger:
| Partibogstav | Partinavn                    | Mandater | +/- | Kredsmandater | Tillægsmandater |
| ------------ | ---------------------------- | -------- | --- | ------------- | --------------- |
| A            | Socialdemokratiet            | 48       | -18 | 48            | 0               |
| B            | Det Radikale Venstre         | 11       | -2  | 6             | 5               |
| C            | Det Konservative Folkeparti  | 26       | -5  | 17            | 9               |
| D            | Venstre                      | 38       | +10 | 38            | 0               |
| E            | Danmarks Retsforbund         | 3        | +1  | 0             | 3               |
| K            | Danmarks Kommunistiske Parti | 18       | +18 | 8             | 10              |
| R            | Dansk Samling                | 4        | +1  | 0             | 4               |

## De valgte medlemmer
| Navn                            | Parti                        |
| ------------------------------- | ---------------------------- |
| Viggo Aidt                      | Dansk Samling                |
| Kristen Amby                    | Det Konservative Folkeparti  |
| Alfred Andersen                 | Socialdemokratiet            |
| Alsing Andersen                 | Socialdemokratiet            |
| Anders Andersen                 | Socialdemokratiet            |
| Ragnhild Andersen               | Danmarks Kommunistiske Parti |
| Alfred Andreasen                | Socialdemokratiet            |
| N. P. Andreasen                 | Det Radikale Venstre         |
| Erik Appel                      | Venstre                      |
| Carl Georg Bartholdy            | Det Konservative Folkeparti  |
| Aksel Berg                      | Socialdemokratiet            |
| Chr. E. Boeck-Hansen            | Det Konservative Folkeparti  |
| Jul. Bomholt                    | Socialdemokratiet            |
| Kr. Bording                     | Socialdemokratiet            |
| V. Buhl                         | Socialdemokratiet            |
| Kaj Bundvad                     | Socialdemokratiet            |
| N. Busch-Jensen                 | Socialdemokratiet            |
| K. Bøgholm                      | Det Konservative Folkeparti  |
| Chr. R. Christensen             | Det Konservative Folkeparti  |
| Jens Chr. Christensen           | Venstre                      |
| N. Chr. Christensen             | Venstre                      |
| Oda Christensen                 | Det Konservative Folkeparti  |
| Chr. Christiansen               | Danmarks Kommunistiske Parti |
| J. C. Christian M. Christiansen | Socialdemokratiet            |
| Johannes S. Christiansen        | Det Radikale Venstre         |
| Bertel Dahlgaard                | Det Radikale Venstre         |
| Fr. Dalgaard                    | Socialdemokratiet            |
| Kristian Damsgaard              | Venstre                      |
| Niels Marius Andersen Elgaard   | Venstre                      |
| Erik Eriksen                    | Venstre                      |
| L. P. Fabricius                 | Det Konservative Folkeparti  |
| Vilh. Fibiger                   | Det Konservative Folkeparti  |
| Mogens Fog                      | Danmarks Kommunistiske Parti |
| Jens Edvard Foged               | Venstre                      |
| Aage Jakobsen Fogh              | Det Radikale Venstre         |
| Simon From                      | Venstre                      |
| Villy Fuglsang                  | Danmarks Kommunistiske Parti |
| Kirsten Gloerfelt-Tarp          | Det Radikale Venstre         |
| Jørgen Gram                     | Venstre                      |
| Victor Gram                     | Socialdemokratiet            |
| Christian Gyldenslette          | Det Konservative Folkeparti  |
| A. M. Hansen                    | Det Radikale Venstre         |
| H. C. Hansen                    | Socialdemokratiet            |
| H. J. Hansen                    | Socialdemokratiet            |
| Jens Johannes Hansen            | Danmarks Kommunistiske Parti |
| Johannes T. C. Hansen           | Socialdemokratiet            |
| L. Quist Hansen                 | Socialdemokratiet            |
| Leonhard Hansen                 | Socialdemokratiet            |
| Poul Hansen (Grenaa)            | Socialdemokratiet            |
| Poul Hansen (Kalundborg)        | Socialdemokratiet            |
| Poul Hansen (Slagelse)          | Socialdemokratiet            |
| Poul Hansen (Svendborg)         | Socialdemokratiet            |
| Rasmus Hansen                   | Socialdemokratiet            |
| Henning Hasle                   | Det Konservative Folkeparti  |
| Gudrun Hasselriis               | Det Konservative Folkeparti  |
| Th. Hauberg                     | Socialdemokratiet            |
| Viggo R. Hauch                  | Venstre                      |
| Hans Hedtoft                    | Socialdemokratiet            |
| Frederik Heick                  | Venstre                      |
| Marius J. Heilesen              | Venstre                      |
| Halfdan Hendriksen              | Det Konservative Folkeparti  |
| Otto Himmelstrup                | Venstre                      |
| Poul Hjermind                   | Det Konservative Folkeparti  |
| Aage Gudmund Holm               | Venstre                      |
| Th. Holst                       | Danmarks Kommunistiske Parti |
| Paul Erik Holt                  | Dansk Samling                |
| Svend Horn                      | Socialdemokratiet            |
| Børge Houmann                   | Danmarks Kommunistiske Parti |
| Flemming Hvidberg               | Det Konservative Folkeparti  |
| Hans Erling Hækkerup            | Socialdemokratiet            |
| Elin Høgsbro                    | Venstre                      |
| Hans Thyge Jacobsen             | Det Konservative Folkeparti  |
| Frode Jakobsen                  | Socialdemokratiet            |
| Alf Børge Lars Peter Jensen     | Socialdemokratiet            |
| Alfred Jensen                   | Danmarks Kommunistiske Parti |
| Arnth Jensen                    | Venstre                      |
| Eiler Aage Jensen               | Socialdemokratiet            |
| J. Chr. Jensen                  | Socialdemokratiet            |
| Kaj Jensen                      | Socialdemokratiet            |
| J. Chr. Jensen-Broby            | Venstre                      |
| Arne Peter Stæhr Johansen       | Det Konservative Folkeparti  |
| Kristian Juul                   | Venstre                      |
| Jørgen Jørgensen                | Det Radikale Venstre         |
| E. M. Kjær                      | Venstre                      |
| Johs. Kjærbøl                   | Socialdemokratiet            |
| P. B. Thisted Knudsen           | Venstre                      |
| Hans Conrad Koefoed             | Venstre                      |
| Ib Kolbjørn                     | Socialdemokratiet            |
| Ole Bjørn Kraft                 | Det Konservative Folkeparti  |
| Axel Kristensen                 | Venstre                      |
| H. K. Kristensen                | Venstre                      |
| Knud Kristensen                 | Venstre                      |
| Thorkil Kristensen              | Venstre                      |
| Peder Pedersen Krog             | Venstre                      |
| Aksel Larsen                    | Danmarks Kommunistiske Parti |
| Holger Larsen                   | Socialdemokratiet            |
| Johs. Larsen                    | Venstre                      |
| S. P. Larsen                    | Venstre                      |
| Victor Larsen                   | Det Konservative Folkeparti  |
| Knud Møller Lorentzen           | Venstre                      |
| Carl Bollerup Madsen            | Socialdemokratiet            |
| Robert Mikkelsen                | Danmarks Kommunistiske Parti |
| Peter Mortensen                 | Socialdemokratiet            |
| Leth Mouritzen                  | Danmarks Kommunistiske Parti |
| Aksel Møller                    | Det Konservative Folkeparti  |
| J. Christmas Møller             | Det Konservative Folkeparti  |
| Frede Nielsen                   | Socialdemokratiet            |
| Harald Nielsen                  | Venstre                      |
| Laurits Lynnerup Nielsen        | Danmarks Kommunistiske Parti |
| Martin Nielsen                  | Danmarks Kommunistiske Parti |
| Svend Nielsen                   | Danmarks Kommunistiske Parti |
| Inger Merete Nordentoft         | Danmarks Kommunistiske Parti |
| Chr. Norlev                     | Danmarks Retsforbund         |
| Otto K. M. Nygaard              | Det Radikale Venstre         |
| Jørgen Ib Nørlund               | Danmarks Kommunistiske Parti |
| Laust L. Nørskov                | Venstre                      |
| Søren Olesen                    | Danmarks Retsforbund         |
| Karl Olsen                      | Det Konservative Folkeparti  |
| Lars M. Olsen                   | Socialdemokratiet            |
| Gustav Pedersen                 | Socialdemokratiet            |
| Laurits Pedersen                | Venstre                      |
| Carl Petersen                   | Socialdemokratiet            |
| Harald Petersen                 | Venstre                      |
| Petra Maria Petersen            | Danmarks Kommunistiske Parti |
| Thorstein Petersen              | Fólkaflokkurin               |
| Hans Pinstrup                   | Venstre                      |
| Th. Poulsen                     | Socialdemokratiet            |
| Carsten Raft                    | Det Konservative Folkeparti  |
| M. P. Rasmussen                 | Det Radikale Venstre         |
| L. Th. Rosendahl                | Danmarks Kommunistiske Parti |
| Aage Lindhardt Rytter           | Det Konservative Folkeparti  |
| Sigurd Schytz                   | Socialdemokratiet            |
| J. Sehested-Grove               | Socialdemokratiet            |
| Einar Simonsen                  | Venstre                      |
| Axel Sneum                      | Socialdemokratiet            |
| Viggo Starcke                   | Danmarks Retsforbund         |
| Oluf Steen                      | Det Radikale Venstre         |
| Johan Niels Alex. Strøm         | Socialdemokratiet            |
| Robert Stærmose                 | Dansk Samling                |
| Jens Sønderup                   | Venstre                      |
| Arne Sørensen                   | Dansk Samling                |
| Axel Sørensen                   | Det Radikale Venstre         |
| Erna Sørensen                   | Det Konservative Folkeparti  |
| M. K. Sørensen                  | Socialdemokratiet            |
| Marinus Sørensen                | Socialdemokratiet            |
| Niels Edvard Sørensen           | Venstre                      |
| Poul Sørensen                   | Det Konservative Folkeparti  |
| C. Westermann                   | Det Konservative Folkeparti  |
| Olav Øllgaard                   | Venstre                      |

## Personskift i perioden 1945-47
| Stedfortræder              | Parti                        | Afløst medlem        | Dato               | Årsag                               |
| -------------------------- | ---------------------------- | -------------------- | ------------------ | ----------------------------------- |
| Hartvig Frisch             | Socialdemokratiet            | J. Sehested-Grove    | 26. november 1945  | Sehested-Grove nedlagde sit mandat. |
| Peder Jakobsen             | Det Konservative Folkeparti  | Henning Hasle        | 4. december 1945   | Hasle nedlagde sit mandat.          |
| Poul Nilsson               | Socialdemokratiet            | Kr. Bording          | 30. april 1946     | Bording nedlagde sit mandat.        |
| Otto Bille                 | Socialdemokratiet            | Alfred Andersen      | 31. maj 1946       | Andersen nedlagde sit mandat.       |
| Villy Karlsson             | Danmarks Kommunistiske Parti | Jens Johannes Hansen | 31. maj 1946       | Hansen nedlagde sit mandat.         |
| Laurits Hansen             | Danmarks Kommunistiske Parti | Børge Houmann        | 2. juli 1946       | Houmann nedlagde sit mandat.        |
| Friedrich Wilhelm Teichert | Socialdemokratiet            | Anders Andersen      | 30. september 1946 | Andersen nedlagde sit mandat.       |
| Carl M. Julin              | Venstre                      | Peder Pedersen Krog  | 10. november 1946  | Krog afgik ved døden.               |
| Knud Tholstrup             | Danmarks Retsforbund         | Chr. Norlev          | 4. december 1946   | Norlev afgik ved døden.             |
| Poul Claussen              | Det Konservative Folkeparti  | Halfdan Hendriksen   | 13. april 1947     | Hendriksen nedlagde sit mandat.     |
| Poul Jørgensen             | Venstre                      | Ejnar Kjær           | 18. maj 1947       | Kjær afgik ved døden.               |
| A. Wassard Jørgensen       | Det Konservative Folkeparti  | C. Westermann        | 22. maj 1947       | Westermann afgik ved døden.         |